# ポケベルが鳴らなくて
『ポケベルが鳴らなくて』（ポケベルがならなくて）は、1993年（平成5年）7月3日から同年9月25日まで日本テレビ系列「土曜グランド劇場」枠で放送されていたテレビドラマ。全12回。

## 概要
妻子ある身のサラリーマン、水谷誠司（みずたにせいじ）と32歳年下の保坂育未（ほさかいくみ）の不倫関係でのラブストーリーと、それが原因で崩壊していく家庭が描かれた。
このドラマではポケットベル（ポケベル）が、二人の間の主な連絡手段となっており、物語の中できわめて重要な役割を果たしていた。放映当時はポケベルの浸透期であり、タイムリーなトピックがいち早く扱われたといえる。
視聴率は最終回が13.4%、平均視聴率12.1%（ビデオリサーチ関東地方調べ）と期待されたほどは伸びず、一部の女性週刊誌で作中での役柄が「恨まれ役」であった裕木奈江に対するバッシングが放送中に行われた。
主演の緒形拳は放送から15年後の2008年（平成20年）10月5日（日曜日）午後11時53分に死去したが、その際裕木から追悼のコメントが寄せられた。
また、後にテレビドラマ『特命係長 只野仁』への出演などで人気を得た高橋克典は、この作品がテレビドラマ初出演であった。
再放送は1995年（平成7年）に、読売テレビの深夜2時台のドラマ再放送枠で行われるなど、日本テレビ・各地方局でも再放送が行われ（1994年～1998年）、2010年（平成22年）9月5日から日テレプラスでCS初放送が行われ、その後はCS放送のホームドラマチャンネルで提供ベース映像のみを除き、次回予告はそのままの状態で不定期で放送されている。VHS化やDVD化は2021年現在、実現していない。
また、日本における一般向けポケットベルのサービスも、2019年9月30日付の東京テレメッセージの撤退を最後に全廃されている。

## キャスト

### 主人公
水谷誠司：緒形拳
多摩ニュータウン・永山に住むサラリーマン。少々頑固で、特に娘には口やかましい位に心配性だったが、海外出張中に知り合った育未と不倫関係を持ち、麗子に離婚を切り出して家を出た事がある。しかし最終的に育未に去られた事から家庭へと戻ってゆく。
保坂育未：裕木奈江
もうひとりの主人公。世田谷区上北沢のワンルームマンションに住む旅行代理店社員。幼い頃に父と死別。母は仕事で多忙だった上、早い時期から一人暮らしになる等、孤独を感じて育った様子がみられる。恋人の不実を知った直後、誠司と知り合う。
親友である水谷梢子の父が誠司であることを知らずに不倫をしてしまうが、途中から彼を振り回す様な言動が見られる様になった上、梢子から「あなたの彼氏は私の父なの」と明かされる。そして水谷家の崩壊を直前にして自分の行いの罪深さに怖じ気づき、麗子に離婚を撤回して欲しいと懇願。罵倒して来た梢子に「いつも家族に囲まれて幸せだったから、そんな事が言えるんだ」と呟く。
そして悩んだ末、サイパンで仕事を探すとして誠司の元を去ってゆく。のちに梢子宛に近況報告の手紙を出している。

### 水谷家
水谷梢子：坂井真紀
誠司の長女で大学生。育未とは高校の同級生で親友同士だったが、のちに育未に誠司は自分の父であると告白した上で、絶交を言い渡す。育未と暮らすために家を出る誠司に平手打ちを食らわしたこともある。
水谷和也：池田聡
誠司の長男で梢子の兄。育未に一目惚れをする。
水谷麗子：阿木燿子
誠司の妻で、和也と梢子の母。誘われて始めたフラメンコに熱中する。本来は穏やかな性格だが、誠司と育未の関係を知って激怒し離婚を申し出る。
しかし育未に対して「結婚も愛情も後悔してない」と言う。最終回、誕生日で復縁。

### その他
木戸耕一：金山一彦
梢子の同級生。
田所恭平：高橋克典
育未の元恋人。自分の浮気を棚に上げ、育未と関係を持った誠司を敵視し、腹いせに梢子に言い寄る。
村上真奈美：あめくみちこ
上司である誠司に対して密かに好意を抱いており、麗子と離婚準備に入ったと知るとアタックを掛けた事もある(育未との関係には気づいてない)。
野崎寛治：谷啓
誠司の同僚。育未との不倫に気づき、突き放す様な態度を取る様に誠司に忠告した事がある。

## サブタイトル
1. 出会ってしまった
2. 風邪が移るまで
3. 初めてのキスなのに
4. もう、戻れない
5. 侵入者
6. 別れの決意
7. …私の父なの
8. さよならが言いたくて
9. 外泊
10. …泥棒
11. 離婚届け
12. …大好き!

## 主題歌
全作詞 - 秋元康
- オープニングテーマ - 国武万里「ポケベルが鳴らなくて」（トライエム）

作曲 - 後藤次利
- エンディングテーマ - 裕木奈江「この空が味方なら」（Sony Records）

作曲 - 村下孝蔵

## スタッフ
- 企画原案：秋元康(SOLD-OUT)
- 脚本：遠藤察男
- 演出：雨宮望(NTV)、堤幸彦(SOLD-OUT)
- 音楽：杉本竜一
- ビジュアルスーパーバイザー：サイトウマコト
- 技術協力：NTV映像センター、生田スタジオ
- プロデューサー：小松伸生(日本テレビ)、佐藤光夫（キャストス）
- 制作協力：キャストス、SOLD-OUT
- 制作著作：日本テレビ